# 圣热朗勒皮
圣热朗勒皮（法語：Saint-Gérand-le-Puy，法語發音：[sɛ̃ ʒeʁɑ̃ lə pɥi]）是法国阿列省的一个市镇，位于该省中东部偏南，属于维希区。

## 地理
圣热朗勒皮（46°15'28"N, 3°30'44"E）面积19.55 平方千米，位于法国奥弗涅-罗讷-阿尔卑斯大区阿列省，该省份为法国中部省份，北起涅夫勒省、西北接谢尔省，西南至克勒兹省，南至多姆山省，东南临卢瓦尔省，东临索恩-卢瓦尔省。
与圣热朗勒皮接壤的市镇（或旧市镇、城区）包括：布塞、桑德雷、朗日、马涅、蒙泰居勒布兰、佩里尼、圣费利、桑萨、塞尔维利。

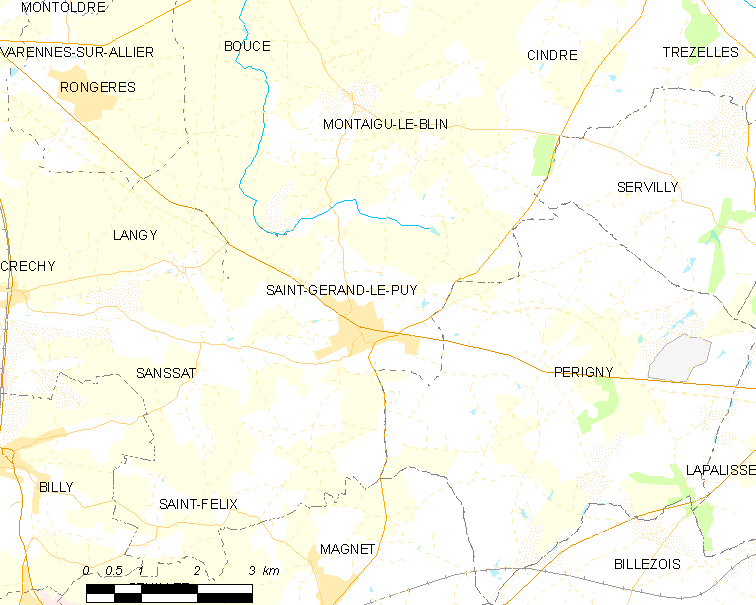
圣热朗勒皮的OSM定位图

圣热朗勒皮的时区为UTC+01:00、UTC+02:00（夏令时）。

## 行政
圣热朗勒皮的邮政编码为03150，INSEE市镇编码为03235。

## 政治
圣热朗勒皮所属的省级选区为锡乌勒河畔圣普尔桑县。

## 人口

1962-2008年间圣热朗勒皮人口变化图示

圣热朗勒皮于2022年1月1日时的人口数量为956人。